# Королевська стоянка
Королевська стоянка — ранньопалеолітична стоянка в басейні верхньої Тиси в селищі Королево, Берегівського району на Закарпатті, одна з найбільших у Європі палеологічних колекцій. Палеолітична Королевська стоянка на Закарпатті, якій близько 1 млн років, є найдавнішою археологічною пам'яткою в Україні. Деякі кам'яні знаряддя праці знайдені тут мають вік 1,4 млн років, що є найдавнішим доказом існування людини на території Європи.

## Опис стоянки
Королевська стоянка розташована на пагорбі заввишки 120 м над річкою Тисою. У Королево знайдено знаряддя праці первісної людини з каменю (переважно з андезиту — вулканічної породи) — рубила, скребла, гостроконечники, різці, чопери, ножі. Об'єкт має глибину 12 метрів. Площа стоянки — понад 1 тис. м².
У 12-метровій товщі суглинків виявлено 16 культурних шарів зі слідами матеріальної культури кількох палеологічних епох. Кількість знахідок сягає близько 100 тис. одиниць. Серед них є знаряддя праці кроманьйонців, неандертальців та пітекантропів.
Тут були археологічні шари:
- палеоліт ашель, мустьє, пізній палеоліт (датований тут 38-23 тис. рр. до нашої доби, селетська культура[4]),
- пізнього неоліту.

Найнижчий VIII культурний горизонт сягає часів найдавнішого в Європі гюнцького зледеніння і датується близько 1 млн років тому. Він містив виготовлені з вулканічної породи андезиту галькові знаряддя — чопери, примітивні ручні рубила, скребла, що мають аналогії в матеріалах найдавніших стоянок у Центральній Європі. Шість нижніх ашельських шарів стоянки перекривають шість мустьєрських горизонтів і ще два пізньопалеолітичних.

## Дослідження стоянки
Стоянку досліджувала Закарпатська палеолітична експедиція Археологічного музею АН УРСР. Розкопки Королевської стоянки проходили під керівництвом київського археолога Владислава Гладиліна з 1975 по 1992 р. У смт Королевому в 1990 році відбувся міжнародний науковий семінар щодо революційного археологічного відкриття. Поодинокі археологічні розкопки проводяться тут і у наш час. Археологічна пам'ятка розташована на території місцевого щебеневого заводу і в сучасний час злочинно цілковито знищена власником заводу.
Знайдені кам'яні знаряддя праці у 1980-х роках у селищі Королево виявились найстарішими артефактами перебування людини на території Європи. Завдяки методу датування, заснованому на концентрації космогенних нуклідів (рідкісні ізотопи, які утворюються в мінералах на поверхні Землі під впливом космічних променів), у 2024 році чесько-українській групі вчених вдалось з'ясувати, що їх вік становить 1,4 млн років. Таким чином це підтвердило теорію, що перші люди заселяли територію Європи зі сходу на захід вздовж долин річки Дунай.
До знахідки в Україні попередні точно датовані кам'яні знаряддя та скам'янілості були знайдені в Іспанії та Франції. Вік артефактів з територій обох країн оцінюється в 1,1-1,2 мільйона років.